# Mount Gilead (Ohio)
Mount Gilead és una població dels Estats Units a l'estat d'Ohio. Segons el cens del 2000 tenia 3.290 habitants.

## Demografia
Segons el cens del 2000, Mount Gilead tenia 3.290 habitants, 1.291 habitatges, i 843 famílies. La densitat de població era de 399,5 habitants per km².
Entorn del 10,1% de les famílies i el 13,2% de la població estaven per davall del llindar de pobresa.

## Poblacions més properes
El següent diagrama mostra les poblacions més properes.